# Diocesi di Xanto

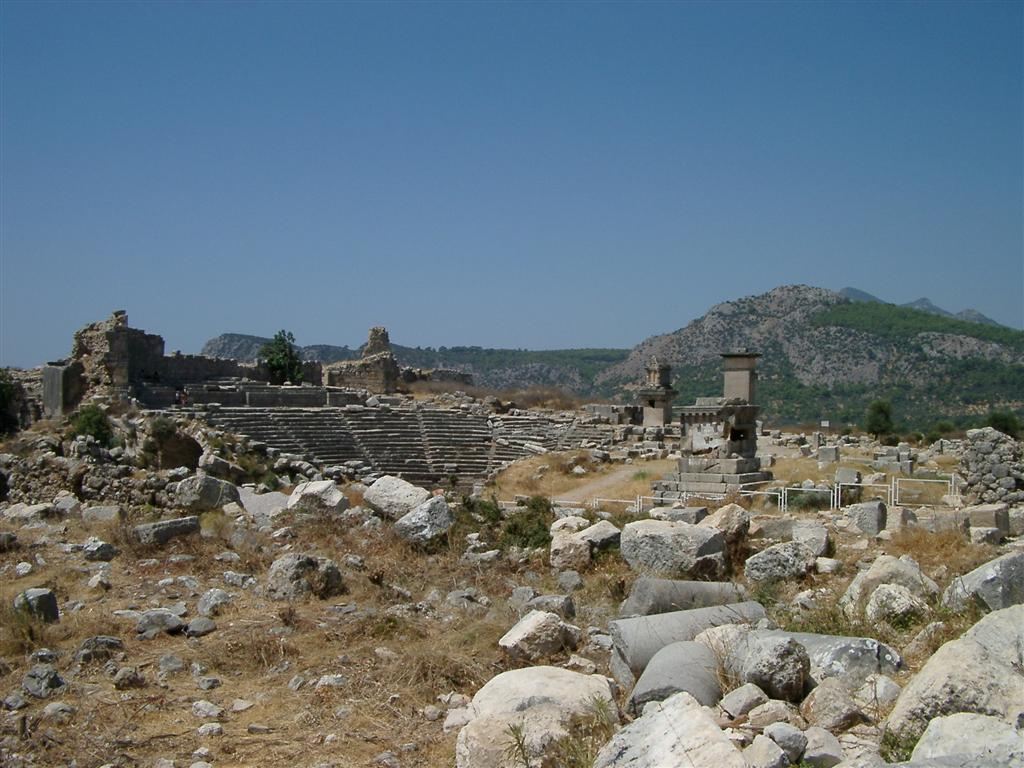
Le rovine di Xanthos.

La diocesi di Xanto (in latino: Dioecesis Xhantiensis) è una sede soppressa del patriarcato di Costantinopoli e una sede titolare della Chiesa cattolica.

## Storia
Xanto, identificabile con le rovine presso Gunik nell'odierna Turchia, è un'antica sede episcopale della provincia romana di Licia nella diocesi civile di Asia. Faceva parte del patriarcato di Costantinopoli ed era suffraganea dell'arcidiocesi di Mira.
La diocesi è documentata nelle Notitiae Episcopatuum del patriarcato di Costantinopoli fino al XII secolo.
Tre sono i vescovi conosciuti di questa antica sede episcopale: Macedone, che prese parte al primo concilio di Costantinopoli nel 381; Atanasio, che sottoscrisse nel 458 la lettera dei vescovi della Licia all'imperatore Leone I dopo la morte di Proterio di Alessandria; e Giorgio, che partecipò al concilio in Trullo nel 692.
Dal 1933 Xanto è annoverata tra le sedi vescovili titolari della Chiesa cattolica; la sede è vacante dal 18 marzo 2003. Il suo unico titolare è stato Bruno Bernard Heim, nunzio apostolico.

## Cronotassi

### Vescovi greci
- Macedone † (menzionato nel 381)
- Atanasio † (menzionato nel 458)
- Giorgio † (menzionato nel 692)

### Vescovi titolari
- Bruno Bernard Heim † (9 novembre 1961 - 18 marzo 2003 deceduto)